# Eurolines

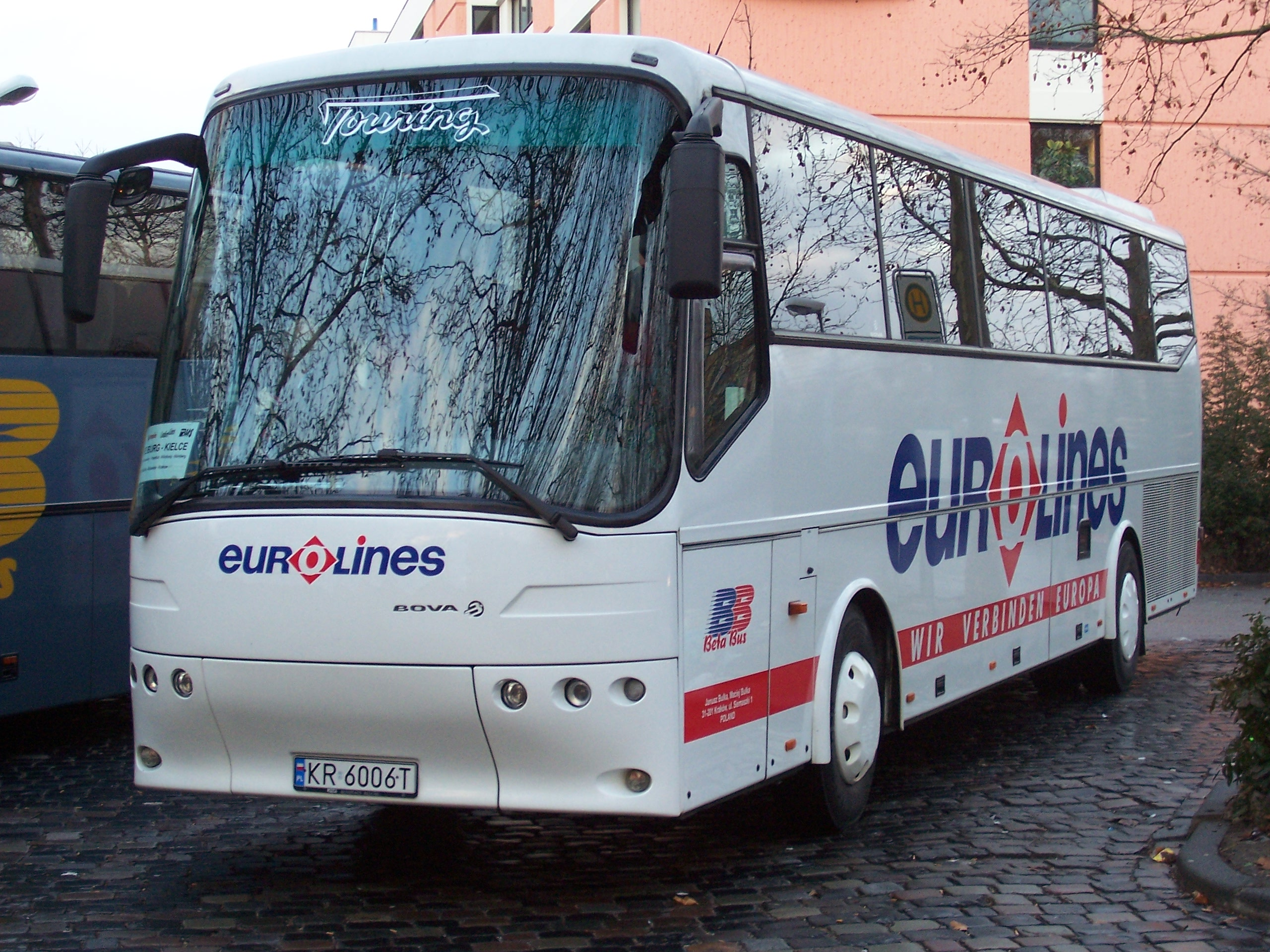
Ein Bus nach Polen in Mannheim

Eurolines ist ein Zusammenschluss von ehemals 32, inzwischen unter 10, europäischen Busunternehmen, die ein europaweites Fernbuslinien-Netz unterhalten. Der Zusammenschluss firmiert unter Eurolines Organisation IVZW als „Internationale Vereinigung ohne Gewinnerzielungsabsicht“ (IVoG/IVZW/AISBL) nach belgischem Recht mit Sitz in der Metrologielaan 6 in 1130 Brüssel.

## Unternehmen im Verbund

### Aktuelle Unternehmen
- Bus Éireann (Eurolines Ireland)
- KARAT-S (Eurolines Bulgaria)
- Kautra
  - Eurolines Litauen (mit TOKS)
- TOKS
  - Eurolines Litauen (mit Kautra)
- Nisi-Reisen
- Madeltrans (Eurolines Polska) (in Kooperation mit Sindbad)

### Ehemalige Eurolines-Unternehmen
- ALSA Grupo
  - ALSA Autotourisme Léman
    - Eurolines Suisse (mit Eggmann Frey), ehem. Kooperation mit CityBusExpress
- Arriva
  - Autotrans
    - Eurolines Croatia
- Blaguss, gewechselt zu Flixbus
- Centrotrans-Eurolines (Eurolines Bosnien Herzegowina)
- CTM Eurolines (Marokko)
- Eggmann Frey (siehe ALSA Grupo)
- Globtour Gruppe, gewechselt zu Flixbus
  - CroatiaBus
    - DTG (z. T. Kooperation mit RegioJet, Sindbad und Comati PSG)
      - Touring Bohemia
      - Touring Croatia
        - Transdev Eurolines CZ (mit Transdev)

      - Eurolines Deutschland
      - Eurolines Österreich
      - Touring Serbia
- Lasta (Eurolines Serbia), gewechselt zu Flixbus
- Lux Express
- Slovak Lines
- Transdev Eurolines SA (auch als Isilines) – verkauft an Flixbus
  - Transdev Eurolines CZ (mit Touring Bohemia)
  - Eurolines Belgien
  - Eurolines Frankreich
  - Eurolines Italien
  - Eurolines Nederland
  - Eurolines Polska (ehemals in Zusammenarbeit mit Sindbad)
  - Eurolines Portugal
  - Eurolines România
  - Eurolines UK
  - Eurolines Peninsular SA und Viajes Eurolines SA
    - Eurolines Spanien
- VOLÁNBUSZ

## Geschichte
Der Verbund wurde 1985 gegründet.
In Deutschland und in Österreich (Anfang 2016 trat die österreichische Blaguss-Gruppe aus dem Eurolines-Verbund aus) ist die Deutsche Touring GmbH, in der Schweiz sind Alsa+Eggmann (Autotourisme Léman SA und Eggmann Frey AG) und in Serbien ist Lasta Partner von Eurolines. An einer großen Zahl der europäischen Partnergesellschaften ist die Transdev Group beteiligt, darunter zu 100 % in Frankreich, Belgien, Tschechien und den Niederlanden. In Spanien ist die Transdev Group mit 50 % an der Eurolines Peninsular SA und mit 37,5 % an der Viajes Eurolines SA beteiligt.
Anfang April 2017 meldete das Unternehmen Deutsche Touring Insolvenz an, im Laufe des Jahres wurde bekanntgegeben, dass das kroatische Busunternehmen Croatia Bus die Deutsche Touring übernehmen wird, sodass der Betrieb der Deutschen Touring weitergeführt werden kann. 2023 wechselte DTG zu Flixbus.
Anfang März 2019 begann die Transdev Group Verhandlungen mit der deutschen Flixmobility GmbH über den Verkauf von Transdev Eurolines S.A., der Marke Isilines der drittgrößte Betreiber von Fernbusaktivitäten in Frankreich. Anfang Mai 2019 einigte sich die Transdev Group mit der Flixmobility GmbH auf die Übernahme der Transdev Eurolines S.A. und deren Tochtergesellschaften. Transdev Eurolines S.A. ist in mehreren Ländern aktiv – neben Frankreich unter anderem in den Niederlanden, Belgien, Tschechien, Portugal und Spanien. Im Jahr 2018 transportierten die Unternehmen des Eurolines-Verbundes rund 2½ Millionen Menschen.

## Netz
Die Fernreisebusse sind besonders in den osteuropäischen Ländern eines der wichtigsten Verkehrsmittel im grenzüberschreitenden Verkehr, jedoch existieren auch Verbindungen zwischen Deutschland, Österreich und der Schweiz, auch im innerdeutschen Fernbusverkehr können die Busse genutzt werden. Aufgrund der im Vergleich zu Bahn oder Flugzeug oftmals sehr günstigen Fahrpreise sind auch Fahrten zu den Stränden Südeuropas oder Metropolen wie London oder Paris bei einer preisbewussten Klientel (u. a. Jugendliche) erfolgreich. Mit dem Eurolines-Pass können Reisende 50 Metropolen in 21 Ländern erreichen; die Pässe besitzen eine Gültigkeit von 15 oder 30 Tagen.
Das Netz bedeckte zwischenzeitlich fast ganz Europa von Norwegen bis Griechenland und von Portugal bis Russland. Als erste nicht-europäische Länder wurden Marokko und Kasachstan bedient. Die Linien der DTG sind in Deutschland, Frankreich und Italien auf Teilstrecken für den nationalen Verkehr freigegeben.
Mit EuroBusExpress existierte ein ähnlicher, jedoch deutlich kleinerer, Zusammenschluss. In Osteuropa existiert der vergleichbare Ecolines-Verbund.
Anders als bei den, ehemaligen und bestehenden, Mitbewerbern lassen sich nur die das jeweilige Land berührenden Linien buchen. So ist es z. B. nicht möglich eine Verbindung aus der Schweiz nach Tschechien über die deutsche Eurolines-Website zu buchen.